# 勒索
勒索（Extortion）是指以威胁强迫手段索取财物。敲诈是指仗势力或用威胁、欺骗手段索取财物，属于可能涉及欺騙的勒索。